# Vijf liederen op tekst van Kazimiera Iłłakowiczówna
Vijf liederen op tekst van Kazimiera Iłłakowiczówna is een compositie van Witold Lutosławski. Hij schreef de muziek in eerste instantie voor zangstem en piano en rondde dat af op 25 augustus 1957. Doch al voordat de eerste uitvoering daarvan in 1959 plaatsvond, had hij een versie geschreven voor sopraan en orkest. De liederen worden/werden zelden uitgevoerd, omdat de gedichten in het Litouws geschreven zijn en dat zijn weinig zangers machtig. De componist leerde daarvan en schreef later liederen merendeels in de Franse taal. De teksten zijn afkomstig uit de bundel Rymy Dzjeciece (Kindergedichtjes) van Kazimiera Iłłakowiczówna. Het is het eerste werk waarin de componist de overstap waagt naar dodecafonie.
De liederen zijn:
- De zee
- De wind
- Winter
- Ridders
- Kerkklokken

## Discografie
- Uitgave Naxos: Olga Pasichnyk met het Pools Nationaal Radio-Symfonieorkest en koor o.l.v. Antoni Wit